# 1966 în științifico-fantastic
- 1965 în științifico-fantastic — 1966 în științifico-fantastic — 1967 în științifico-fantastic

1966 în științifico-fantastic a implicat o serie de evenimente:

## Nașteri și decese

### Nașteri
- Dirk van den Boom
- Frank Borsch
- Gerd Frey
- Christian Kracht
- Siegfried Langer
- Andy Mangels
- Wil McCarthy
- Miriam Pharo
- Philip Reeve
- Robert Reid
- Alastair Reynolds
- Rüdiger Vaas
- Sarah Zettel

### Decese
- Peter George (Pseudonimul lui Peter Bryant) (n. 1924)
- Franz Xaver Kappus (n. 1883)
- Hermann Kasack (n. 1896)
- Paul Linebarger (n. 1913)
- Wolfgang Marken (Pseudonimul lui Fritz Mardicke; n. 1895)
- Svetoslav Minkov  (Светослав Минков, n. 1902)
- Rog Phillips (n. 1909)
- Cordwainer Smith (Pseudonimul lui  Paul Linebarger) (n. 1913)
- Ri Tokko (Pseudonimul lui  Ludwig Dexheimer) (n. 1891)
- Evelyn Waugh (n. 1903)
- Lothar Weise (n. 1931)

## Cărți

### Romane
- Babel-17  de Samuel R. Delany
- The Crack in Space de Philip K. Dick
- The Eyes of the Overworld de Jack Vance
- Falcons of Narabedla de Marion Zimmer Bradley
- Flori pentru Algernon de Daniel Keyes
- The Gate of Time de Philip José Farmer
- Ilarion și Hirondelle de Camil Baciu[2]
- Oameni ca zei (Люди как боги) de Serghei Snegov
- Luna e o doamnă crudăde Robert A. Heinlein
- Lumea lui Rocannon de Ursula K. Le Guin
- Make Room! Make Room! de Harry Harrison
- Mașina destinului de Camil Baciu
- Night of Light de Philip José Farmer
- Planeta exilului de Ursula K. Le Guin
- Soarele portocaliu de Camil Baciu
- The Solarians de Norman Spinrad
- World of Ptavvs de Larry Niven

### Nuvele
- Cetatea morților de Vladimir Colin
- Ultimul avatar al lui Tristan de Vladimir Colin

### Colecții de povestiri
- Viitorul al doilea de Vladimir Colin

### Povestiri
- „Cea mai lungă povestire science-fiction scrisă vreodată” de Arthur C. Clarke
- „Recital de balet vechi” de Voicu Bugariu

## Filme
| Titlu                              | Regizor             | Distribuție                                              | Țara                                                           | Sub-Gen /Note |
| ---------------------------------- | ------------------- | -------------------------------------------------------- | -------------------------------------------------------------- | ------------- |
| Agent for H.A.R.M.                 | Gerd Oswald         | Martin Kosleck, Donna Michelle, Alizia Gur               | Statele Unite ale Americii                                     |               |
| Around the World Under the Sea     | Andrew Marton       | Lloyd Bridges, Brian Kelly                               | Statele Unite ale Americii                                     |               |
| Daleks - Invasion Earth: 2150 A.D. | Gordon Flemyng      | Peter Cushing, Bernard Cribbins, Ray Brooks              | Regatul Unit al Marii Britanii și al Irlandei de Nord          |               |
| Destination Inner Space            | Francis D. Lyon     | Scott Brady, Gary Merrill, Sheree North, Wende Wagner    | Statele Unite ale Americii                                     |               |
| The Face of Another                | Hiroshi Teshigahara | Tatsuya Nakadai, Machiko Kyō, Kyoko Kishida              | Japonia                                                        |               |
| Fahrenheit 451                     | François Truffaut   | Oskar Werner, Julie Christie, Cyril Cusack               | Regatul Unit al Marii Britanii și al Irlandei de Nord · Franța |               |
| Fantastic Voyage                   | Richard Fleischer   | Stephen Boyd, Raquel Welch, Edmond O'Brien               | Statele Unite ale Americii                                     |               |
| Gamera vs. Barugon                 | Shigeo Tanaka       | Kojiro Hongo, Kyoko Enami                                | Japonia                                                        |               |
| Godzilla vs. the Sea Monster       | Jun Fukuda          | Akira Takarada, Toru Watanabe                            | Japonia                                                        |               |
| Island of Terror                   | Terence Fisher      | Peter Cushing, Edward Judd, Carole Gray                  | Regatul Unit al Marii Britanii și al Irlandei de Nord          |               |
| The Navy vs. the Night Monsters    | Michael A. Hoey     | Mamie Van Doren, Anthony Eisley, Billy Gray              | Statele Unite ale Americii                                     | [ 3 ]         |
| Queen of Blood                     | Curtis Harrington   | John Saxon, Basil Rathbone, Dennis Hopper, Judi Meredith | Statele Unite ale Americii                                     |               |
| Seconds                            | John Frankenheimer  | Rock Hudson, Salome Jens, John Randolph, Will Geer       | Statele Unite ale Americii                                     |               |
| Terror Beneath the Sea             | Hajime Sato         | Sonny Chiba, Peggy Neal, Franz Gruber                    | Japonia                                                        | [ 4 ]         |
| War of the Gargantuas              | Ishirō Honda        | Russ Tamblyn, Ikio Sawamura, Kenji Sahara                | Japonia · Statele Unite ale Americii                           |               |
| Who Wants to Kill Jessie?          | Václav Vorlíček     | Jiří Sovák, Dana Medřická, Olga Schoberová               | Cehoslovacia                                                   |               |
| Women of the Prehistoric Planet    | Arthur C. Pierce    | Wendell Corey, Keith Larsen, John Agar                   | Statele Unite ale Americii                                     |               |

## Seriale TV
- Tunelul Timpului (sezonul I) creat de Irwin Allen

## Premii

### Premiul Hugo
Premiile Hugo decernate la Worldcon pentru cele mai bune lucrări apărute în anul precedent:
- Premiul Hugo pentru cel mai bun roman:[6] Dune de Frank Herbert și Nemuritorul de Roger Zelazny
- Premiul Hugo pentru cea mai bună povestire:  ""Repent, Harlequin!" Said the Ticktockman" de Harlan Ellison
- Premiul Hugo pentru cea mai bună prezentare dramatică:  Star Trek: "The Menagerie", Marc Daniels (regizor), Gene Roddenberry (scenariu)
- Premiul Hugo pentru cea mai bună revistă profesionistă:  If (revistă)
- Premiul Hugo pentru cel mai bun fanzin: ERB-dom (Camille Cazedessus, Jr., éd.)

### Premiul Nebula
Premiile Nebula acordate de Science Fiction and Fantasy Writers of America pentru cele mai bune lucrări apărute în anul precedent:
- Premiul Nebula pentru cel mai bun roman:[7] Babel-17  de Samuel R. Delany, Flowers for Algernonde Daniel Keyes
- Premiul Nebula pentru cea mai bună nuvelă: Ultimul Castel de Jack Vance
- Premiul Nebula pentru cea mai bună povestire: "'Repent, Harlequin!' Said the Ticktockman"